# Nevermind: The Singles
Albums de Nirvana
Icon
(2010)
Nevermind: The Singles est la cinquième compilation du groupe américain de grunge Nirvana sortie le 25 novembre 2011 par le label Geffen Records. C'est un coffret réunissant les quatre singles de l'album Nevermind.

## Fiche technique

### Liste des pistes
Toutes les chansons sont écrites et composées par Kurt Cobain, Dave Grohl et Krist Novoselic sauf mention contraire.
| Single Smells Like Teen Spirit | Single Smells Like Teen Spirit | Single Smells Like Teen Spirit | Single Smells Like Teen Spirit | Single Smells Like Teen Spirit | Single Smells Like Teen Spirit | Single Smells Like Teen Spirit | Single Smells Like Teen Spirit | Single Smells Like Teen Spirit | Single Smells Like Teen Spirit |
| No                             | Titre                          | Auteur                         | Durée                          |                                |                                |                                |                                |                                |                                |
| ------------------------------ | ------------------------------ | ------------------------------ | ------------------------------ | ------------------------------ | ------------------------------ | ------------------------------ | ------------------------------ | ------------------------------ | ------------------------------ |
| 1.                             | Smells Like Teen Spirit        |                                | 4:30                           |                                |                                |                                |                                |                                |                                |
| 2.                             | Drain You                      | Kurt Cobain                    | 3:43                           |                                |                                |                                |                                |                                |                                |
| 3.                             | Even In His Youth              |                                | 4:20                           |                                |                                |                                |                                |                                |                                |
| 4.                             | Aneurysm                       |                                | 4:44                           |                                |                                |                                |                                |                                |                                |
| 17:17                          |                                |                                |                                |                                |                                |                                |                                |                                |                                |

Toutes les chansons sont écrites et composées par Kurt Cobain, Dave Grohl et Krist Novoselic sauf mention contraire.
| Single Come as You Are | Single Come as You Are | Single Come as You Are                     | Single Come as You Are | Single Come as You Are | Single Come as You Are | Single Come as You Are | Single Come as You Are | Single Come as You Are | Single Come as You Are |
| No                     | Titre                  | Auteur                                     | Durée                  |                        |                        |                        |                        |                        |                        |
| ---------------------- | ---------------------- | ------------------------------------------ | ---------------------- | ---------------------- | ---------------------- | ---------------------- | ---------------------- | ---------------------- | ---------------------- |
| 1.                     | Come as You Are        |                                            | 3:38                   |                        |                        |                        |                        |                        |                        |
| 2.                     | Endless, Nameless      | Kurt Cobain, Dave Grohl et Krist Novoselic | 6:40                   |                        |                        |                        |                        |                        |                        |
| 3.                     | School (live)          |                                            | 2:31                   |                        |                        |                        |                        |                        |                        |
| 4.                     | Drain You (live)       |                                            | 3:35                   |                        |                        |                        |                        |                        |                        |
| 16:24                  |                        |                                            |                        |                        |                        |                        |                        |                        |                        |

Toutes les chansons sont écrites et composées par Kurt Cobain sauf mention contraire.
| Single Lithium | Single Lithium         | Single Lithium | Single Lithium | Single Lithium | Single Lithium | Single Lithium | Single Lithium | Single Lithium | Single Lithium |
| No             | Titre                  | Auteur         | Durée          |                |                |                |                |                |                |
| -------------- | ---------------------- | -------------- | -------------- | -------------- | -------------- | -------------- | -------------- | -------------- | -------------- |
| 1.             | Lithium                |                | 4:16           |                |                |                |                |                |                |
| 2.             | Been A Son (live)      | Greg Sage      | 2:14           |                |                |                |                |                |                |
| 3.             | Curmudgeon             |                | 2:58           |                |                |                |                |                |                |
| 4.             | D7 (John Peel session) |                | 3:46           |                |                |                |                |                |                |
| 13:14          |                        |                |                |                |                |                |                |                |                |

Toutes les chansons sont écrites et composées par Kurt Cobain sauf mention contraire.
| Single In Bloom | Single In Bloom | Single In Bloom | Single In Bloom | Single In Bloom | Single In Bloom | Single In Bloom | Single In Bloom | Single In Bloom | Single In Bloom |
| No              | Titre           | Durée           |                 |                 |                 |                 |                 |                 |                 |
| --------------- | --------------- | --------------- | --------------- | --------------- | --------------- | --------------- | --------------- | --------------- | --------------- |
| 1.              | In Bloom        | 4:17            |                 |                 |                 |                 |                 |                 |                 |
| 2.              | Sliver (live)   | 2:06            |                 |                 |                 |                 |                 |                 |                 |
| 3.              | Polly (live)    | 2:47            |                 |                 |                 |                 |                 |                 |                 |
| 9:10            |                 |                 |                 |                 |                 |                 |                 |                 |                 |

### Crédits
- Kurt Cobain – chant, guitare
- Dave Grohl – batterie, chœurs
- Chris Novoselic – basse